# 遠州鉄道奥山線
奥山線（おくやません）は、かつて静岡県西部、浜松市の遠鉄浜松駅（現・遠州病院駅）から三方原台地を北上して日本国有鉄道（国鉄）二俣線金指駅を経由し、引佐町（現・浜松市浜名区）の奥山駅との間を結んでいた、遠州鉄道の鉄道路線。軌間762 mmの軽便鉄道。
元は浜松鉄道（開業当時は浜松軽便鉄道）という、遠州鉄道とは別の私鉄だったが、戦後に合併し遠州鉄道の奥山線となった。また1950年（昭和25年）に途中の曳馬野まで電化され、曳馬野以北からの気動車と併結運転（協調運転ではない）したりもしていた。
戦後のモータリゼーション到来により業績を落とし、1963年（昭和38年）の区間廃止を経て、翌1964年（昭和39年）に全線廃止された。

## 路線データ
※浜松側の起点を遠鉄浜松に変更時
- 路線距離（営業キロ）：25.7 km
- 軌間：762 mm
- 複線区間：なし（全線単線）
- 電化区間：遠鉄浜松 - 曳馬野（直流600 V、曳馬野以北は非電化）

## 歴史

### 開業と延長
浜松北方にあたる金指は高速交通が通っておらず（国鉄二俣線の開業は昭和に入ってから）、また引佐郡の奥山には半僧坊大権現で知られた方広寺があったため、鉄道建設が待たれていた。加えて沿線の三方原は茶や桑の産地でもあり、貨物需要も見込まれた。このため、中村忠七や石岡孝平をはじめとした浜松・引佐郡の有志により浜松軽便鉄道株式会社が設立され、大正に入った1914年（大正3年）に、まず浜松市街北西部の元城から金指までが開通した。1915年（大正4年）5月には、社名を浜松鉄道株式会社に改称し、本社を元城駅に置いた。同年9月には当初の起点となった板屋町に乗り入れた。同年に金指から気賀（後に気賀口）まで2.16 km延長している。
ここまでは建設も順調だったが、気賀から奥山までは、用地買収のトラブルや浜松鉄道自体の経営難から難航し、1923年（大正12年）4月にようやく奥山まで全通した。なお、気賀から奥山への路線の途中で分岐し井伊谷村より伊平村までの支線を設ける予定であったが実現されなかった。
機関車はドイツのコッペル社製のもので、煙突の形がらっきょうに似ていることから「らっきょう軽便」「ラッキョ軽便」の愛称で市民に親しまれ、新しく開通したトンネルは、浜松地方最初のトンネルとして珍しがられた。

浜松鉄道社紋

### 沿線の変動
大正末期から昭和初期にかけて、沿線に陸軍浜松飛行隊第7連隊（現・航空自衛隊浜松基地]）等が設置され、旅客・貨物とも軍事輸送が加わり、需要が伸びた（上池川駅を聯隊前駅、小豆餅駅を飛行聯隊前駅、曳馬野駅を廠舎口駅と称した時期がある）。さらに、沿線には中学校や師範学校があり軍人や生徒の利用もあった。太平洋戦争直前の1941年（昭和16年）には広小路建設の支障となるため、浜松側の起点を板屋町から東田町へと改めている。
1938年（昭和13年）、国鉄二俣西線（後の国鉄二俣線、現・天竜浜名湖鉄道天竜浜名湖線）は金指乗り入れを果たし、浜松鉄道と交差することとなった。このようなケースでは、後から開業した線が陸橋等を築いて昔からの線を跨ぐのが通例だが、二俣線の場合は国鉄東海道本線の非常時迂回線とされていたことからか、先に開通した浜松鉄道の方が陸橋を建設し、地平を通る二俣線を跨ぐ構造となった。この陸橋の遺構は長く残っていたが、2021年（令和3年）に道路工事に伴い撤去された。

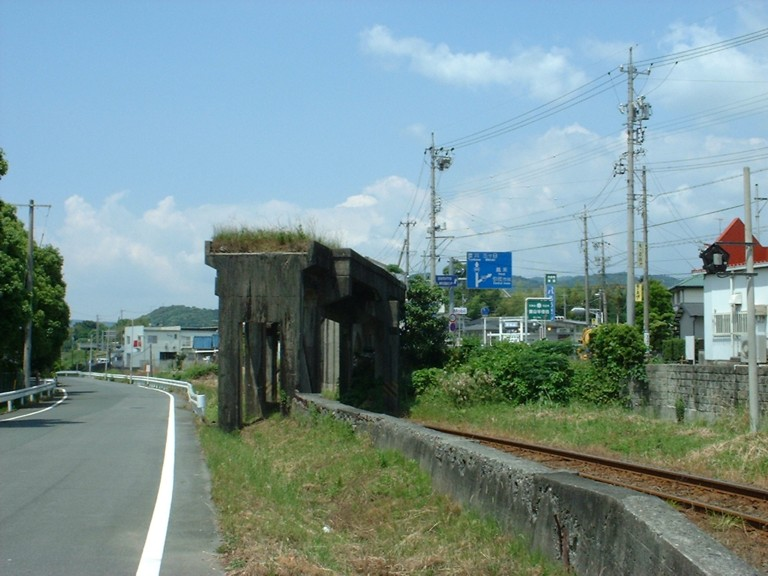
国鉄二俣線（現在の天竜浜名湖鉄道）を越えていた陸橋跡（金指 - 岡地）

### 遠州鉄道との合併、そして廃線
1943年（昭和18年）に陸運統制令で浜松地区の鉄道事業者は合併して遠州鉄道になったが、浜松鉄道は経理上の都合でこれに加わらず、戦後の1947年（昭和22年）になって、三方原台地の下を走り、起点も近い遠州鉄道と合併し、奥山線となった。その3年後には、合理化の一環として小豆餅変電所を竣工し、曳馬野までが600 Vで電化され、曳馬野以北の列車との併結運転も行われるようになった。1951年（昭和26年）には非電化区間での蒸気機関車を全廃、気動車に切り替えた。
しかし浜松という地方中核都市の鉄道で、沿線には中学校や師範学校があるものの、それ以外を見ると奥山方広寺への参拝客には限りがあり、三方原は開発が遅れており人口が少なく、さらに遠州鉄道になってからも軽便鉄道のままで貨物輸送も低調（奥山線自体が国鉄と接していないため、荷物の積み替えなどの手間が増えるために敬遠された）で、開業当時から続いていた赤字体質は変わらなかった。そのため電化を計画したり、値下げを行ったり、軌道自動車（単端式気動車）の運行を実施したりといった努力を続けた。1958年（昭和33年）には離れていた二俣電車線の遠州浜松駅と東田町駅を統合して遠鉄浜松駅とした。1950年代までは、直通運転や高速化、運転本数増などで乗り切ってきた奥山線だが、それでもモータリゼーションの前では苦戦を強いられ、1963年（昭和38年）の気賀口以北の廃止を経て、翌1964年（昭和39年）10月31日限りで姿を消すこととなった。

### 年表
- 1912年（明治45年）
  - 3月5日：鉄道免許状下付（浜松市-引佐郡気賀町間、引佐郡金指町-同郡奥山村間、引佐郡井伊谷村-同郡伊平村間）[7]。
  - 10月1日：浜松軽便鉄道株式会社設立[8][9]。
- 1914年（大正3年）11月30日：浜松軽便鉄道として元城 - 金指間が開業[10]。
- 1915年（大正4年）
  - 4月24日：商号を浜松鉄道に変更[1]。
  - 9月20日：元城 - 板屋町間が開業[11]。
  - 12月28日：金指 - 気賀（後の気賀口）間が開業[12]。
- 1918年（大正7年）1月23日：鉄道免許失効（引佐郡井伊谷村-同郡伊平村間 指定ノ期限内ニ工事ニ着手セサルタメ）[13]。
- 1920年（大正9年）6月5日：鉄道免許失効（浜松市紺屋町-同市板屋町間 期限迄ニ工事施行認可申請ヲ為サルタメ）[14]。
- 1923年（大正12年）4月15日：気賀 - 奥山間7.7 kmが開業して全通[15]。
- 1929年（昭和4年）
  - 3月28日：電力工事認可（東田町-気賀間）[8]
    - 計画は電化と同時に元城町 - 池川間の線路を付け替え、1067 mmへの改軌・国鉄への貨車直通まで企図した大規模なものであった。この際の用地買収による土地の区割りへの痕跡が現在も残っている。

  - ：内燃動力併用開始[8]。
- 1941年（昭和16年）：浜松側の起点を、板屋町から東田町に移転[2]。
- 1947年（昭和22年）5月1日：遠州鉄道に合併、同社奥山線となる[2]。
- 1950年（昭和25年）12月21日：東田町 - 曳馬野間を電化[3]。
- 1951年（昭和26年）：曳馬野 - 奥山間を気動車化し、無煙化達成[5]。
- 1952年（昭和27年）
  - 7月5日：北田町、幸町、追分の3停留場を新設[16]。
  - 10月1日：豊岡停留場を新設[16]。
- 1954年（昭和29年）：岡地停留所の営業再開[16]。
- 1957年（昭和32年）：元城駅の新駅舎竣工[16]。
- 1958年（昭和33年）6月1日：起点の東田町を遠鉄二俣電車線の遠州浜松と統合し、遠鉄浜松に改称[2]。
- 1963年（昭和38年）5月1日：気賀口 - 奥山間7.7 kmを廃止[17]。
- 1964年（昭和39年）11月1日：遠鉄浜松 - 気賀口間18.0 kmを廃止[17]。全線廃止[18]。

## 使用車両
電車
- モハ1001 - 1929年（昭和4年）日本車輌製のレカ1または2が戦災を受けたため、1949年（昭和24年）に富士産業半田製作所で電車として新造扱いで再生したもの。
- モハ1002 - 1929年日本車輌製のレカ4が戦災を受けたため、1949年に富士産業半田製作所で電車として新造扱いで再生したもの。
- モハ1003 - 1929年日本車輌製のレカ3が戦災を受けたため、1949年に富士産業半田製作所で電車として再生したもの。
- モハ1004 - 1930年日本車輌製のレカ5を、1949年に富士産業半田製作所で電車として再生したもの。

気動車

- キハ1801
- キハ1802
- キハ1803
- キハ1804

ディーゼル機関車
- DC1901 - 1952年（昭和27年）、遠州鉄道元城工場でC1906をディーゼル化したもの。

蒸気機関車
- B1901
- B1902
- B1903
- B1904
- B1905
- C1906 - 1946年（昭和21年）沼尻鉄道C93を譲り受け8に改番、その後C1906へ改番。1952年にディーゼル機関車DC1901に改造された。
- C1907 - 旧宇和島鉄道6→国鉄ケ224、1948年（昭和23年）に譲り受け9に改番、その後C1907へ改番。

客車・付随車
- ハ19・21 - 1923年（大正12年）沼尻鉄道に譲渡、ボハ6・ボハ7に改番。
- ハ1154 - 1917年（大正6年）名古屋電車製作所製のハ6が出自。
- サハ1102 - 1922年（大正11年）雨宮製作所製のハ12が出自。
- サハ1103 - 元佐世保鉄道（現・松浦鉄道）の客車で、1948年（昭和23年）に譲渡を受けた。
- サハ1104 - 1923年岡部鉄工所製の佐世保鉄道ハ9が出自で、国有化で鉄道省ケコハ488となったものを1948年に譲渡を受けた。
- サハ1108 - 1925年大日本軌道深川工場製のハ1が出自。
- サハ1109 - 1914年（大正3年）の開業時に用意された大日本軌道深川鉄工部製のハ2が出自でその後ハ1152に改番、ブレーキ管が取りけられ、サハ1109となった。
- サハ1110 - 1923年日本車輌製のハ13が出自。
- サハ1112 - 1918年（大正7年）雨宮製作所製のハ7が出自。

### 保存車両
唯一の現存車両として、尾小屋鉄道に譲渡されたキハ1803が小松市立ポッポ汽車展示館で動態保存されている。

### 車両数の推移
| 年度      | 機関車 | 機関車 | 内燃動車 | 電車 | 客車 | 貨車 | 貨車 |
| 年度      | 蒸気   | 内燃   | 内燃動車 | 電車 | 客車 | 有蓋 | 無蓋 |
| --------- | ------ | ------ | -------- | ---- | ---- | ---- | ---- |
| 1915-1916 | 3      |        |          |      | 7    | 2    | 4    |
| 1917-1919 | 4      |        |          |      | 7    | 2    | 6    |
| 1920-1921 | 4      |        |          |      | 8    | 2    | 8    |
| 1922      | 4      |        |          |      | 12   | 2    | 8    |
| 1923      | 5      |        |          |      | 14   | 2    | 10   |
| 1924      | 6      |        |          |      | 14   | 2    | 10   |
| 1925-1928 | 5      |        |          |      | 14   | 2    | 10   |
| 1929-1937 | 5      |        | 5        |      | 14   | 2    | 10   |
| 1946      | 7      |        | 1        |      | 9    | 3    | 1    |
| 1950      | 7      |        | 1        |      | 9    | 30   | 10   |
| 1953      | 1      | 1      | 2        | 4    | 9    | 25   | 10   |
| 1957      | 0      | 1      | 4        | 4    | 10   | 24   | 10   |
| 1959      |        | 1      | 4        | 4    | 23   | 24   | 9    |

- 鉄道院年報、鉄道院鉄道統計資料、鉄道省鉄道統計資料、鉄道統計資料、鉄道統計各年度版、高井薫平『軽便追想』ネコパブリッシング、1997年、213頁

## 駅一覧
接続路線の事業者名・駅の所在地は奥山線廃止時点のもの。
- 全駅静岡県内に存在。

| 駅名       | 駅間キロ | 営業キロ | 接続路線             | 所在地 | 所在地 |
| ---------- | -------- | -------- | -------------------- | ------ | ------ |
| 遠鉄浜松駅 | -        | 0.0      | 遠州鉄道：二俣電車線 | 浜松市 | 浜松市 |
| 北田町駅   | 0.3      | 0.3      |                      | 浜松市 | 浜松市 |
| 元城駅     | 0.5      | 0.8      |                      | 浜松市 | 浜松市 |
| 広沢駅     | 0.6      | 1.4      |                      | 浜松市 | 浜松市 |
| 名残駅     | 0.7      | 2.1      |                      | 浜松市 | 浜松市 |
| 池川駅     | 0.4      | 2.5      |                      | 浜松市 | 浜松市 |
| 上池川駅   | 0.3      | 2.8      |                      | 浜松市 | 浜松市 |
| 住吉駅     | 0.8      | 3.6      |                      | 浜松市 | 浜松市 |
| 銭取駅     | 0.4      | 4.0      |                      | 浜松市 | 浜松市 |
| 幸町駅     | 0.9      | 4.9      |                      | 浜松市 | 浜松市 |
| 小豆餅駅   | 1.3      | 6.2      |                      | 浜松市 | 浜松市 |
| 追分駅     | 0.8      | 7.0      |                      | 浜松市 | 浜松市 |
| 曳馬野駅   | 1.2      | 8.2      |                      | 浜松市 | 浜松市 |
| 三方原駅   | 0.9      | 9.1      |                      | 浜松市 | 浜松市 |
| 豊岡駅     | 1.3      | 10.4     |                      | 浜松市 | 浜松市 |
| 都田口駅   | 1.4      | 11.7     |                      | 浜松市 | 浜松市 |
| 谷駅       | 1.4      | 13.1     |                      | 浜松市 | 浜松市 |
| 祝田駅     | 1.4      | 14.5     |                      | 引佐郡 | 細江町 |
| 金指駅     | 1.4      | 15.9     | 日本国有鉄道：二俣線 | 引佐郡 | 引佐町 |
| 岡地駅     | 1.4      | 17.3     |                      | 引佐郡 | 細江町 |
| 気賀口駅   | 0.7      | 18.0     |                      | 引佐郡 | 細江町 |
| 井伊谷駅   | 2.1      | 20.1     |                      | 引佐郡 | 引佐町 |
| 四村駅     | 1.3      | 21.4     |                      | 引佐郡 | 引佐町 |
| 田畑駅     | 1.1      | 22.5     |                      | 引佐郡 | 引佐町 |
| 中村駅     | 1.3      | 23.8     |                      | 引佐郡 | 引佐町 |
| 小斎藤駅   | 1.0      | 24.8     |                      | 引佐郡 | 引佐町 |
| 奥山駅     | 0.9      | 25.7     |                      | 引佐郡 | 引佐町 |

### かつて奥山線が通っていた自治体
2005年（平成17年）現在。運行当時の自治体名とは必ずしも一致しない。
浜松市（旧細江町・引佐町域を含む）

## 廃線の遺構

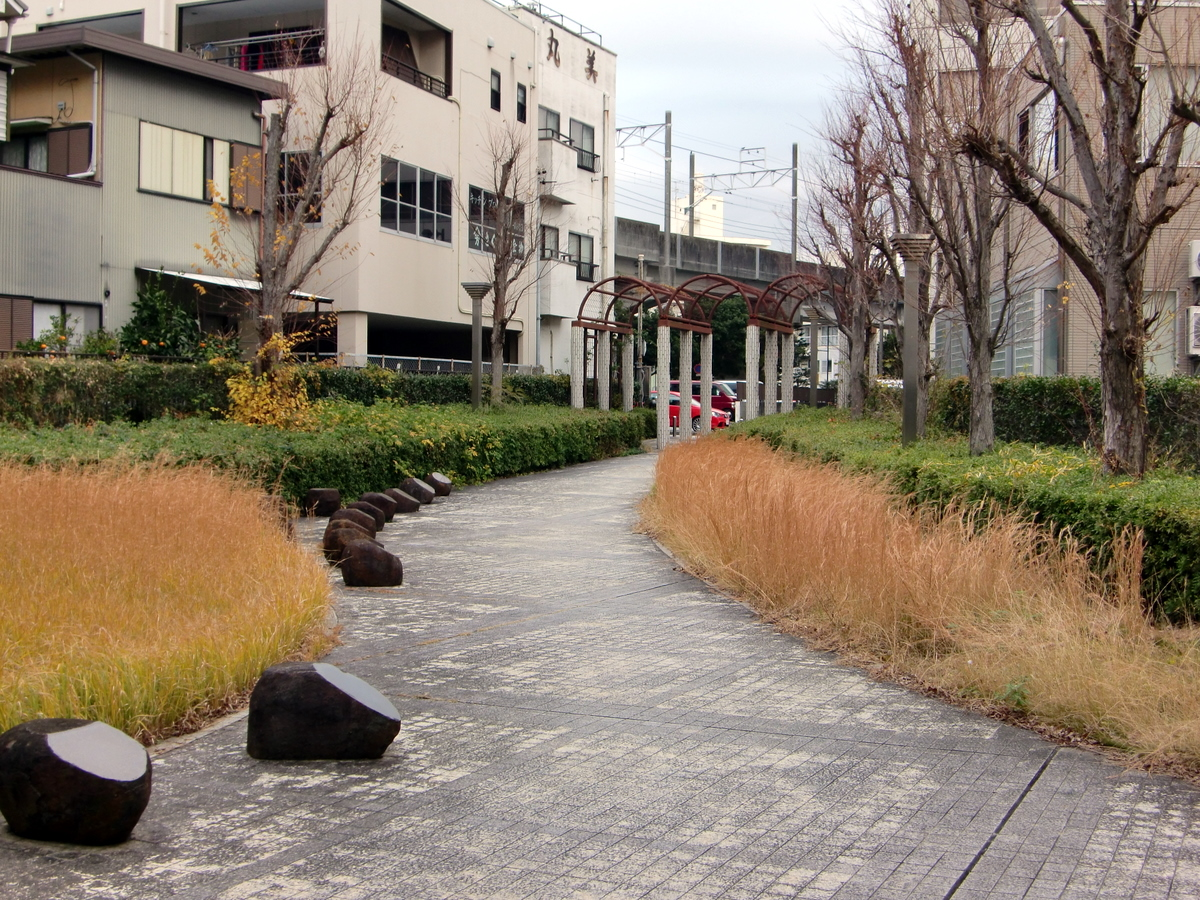
クリエート浜松北側の奥山線線路敷跡。遊歩道として整備されている。(2012/12)

- 浜松都心部では再開発のため、起点の遠鉄浜松駅付近の面影は失われているが、クリエート浜松北側に線路跡をなぞった歩道が整備されている。そこから旧元城駅間は軌道上に住居が建設されている。
- 北田町駅跡は「みどり公園」という小公園となっており、傍らには「奥山線 北田町停車場跡」と記載された碑が建っている[20]。
- 元城駅跡は、「ホテルコンコルド浜松」という名の大きなホテルになっている[21]。
- 広沢駅跡は、マンションの敷地になっており、右下に「広沢駅」と記載され、電車が駅に停車しているシーンを描いたモニュメントが建てられている[21]。
  - 広沢駅跡から奥山方の線路跡は約300 mに渡って、1989年（平成元年）に浜松市によって「奥山線跡地緑道」として整備されている[20]。この道の途中には「奥山線広沢トンネル跡」の看板が立つ[20]、道路が奥山線を乗り越していた立体交差のトンネルが残存している[20][21]。またその附近の公園には「奥山線 線路跡（ラッキョ軽便）」と記載された碑が建ち[20]、動輪や天に向かって走る機関車のオブジェが置かれている[22][20]。歩行者専用道路自体はこの先銭取駅跡附近まで約3 kmに渡り続いている[20][21]。
  - 歩行者専用道路の終点の銭取駅から奥山方の線路跡は、1997年（平成9年）時点では都田口駅跡附近までは拡幅され、自動車も通れる大きな市道[23]に転用され、痕跡は無くなっている[21]。
- 幸町駅跡は遠鉄タクシーの営業所に、小豆餅駅跡は遠州鉄道経営のアパートとなっていた[21]。幸町駅跡には、「奥山線 幸町駅跡」と記載された碑と駅の説明が記載された看板が立てられている[21]。
- 曳馬野駅跡は遠州鉄道三方原営業所となり[23]、バス転回場としても利用されていたが[21]、1997年（平成9年）時点では遠鉄ストア（初生店）となっており[21]、さらに広大な駐車場の一角に「奥山線 曳馬野駅跡」と記載された碑と駅の説明が記載された看板が立てられている[24]。
- 谷駅跡附近に築堤と小さな鉄橋が残存していた[21]。中部電力遠江変電所の前にある[21]。
  - 谷駅跡附近の築堤から祝田駅跡附近までの線路跡は住宅地へ転用されているが、2007年（平成19年）8月時点では住宅地の脇にある林の中の僅かな区間に線路跡と思われる小道があった[20]。また、当駅跡附近から金指駅間の線路跡は、1997年（平成9年）時点では国道257号などの道路の拡幅により失われている[21]。
- 最大の遺構といえたのが、金指駅西方の国鉄との立体交差跡である。その前後の築堤は削られたが、古びたコンクリート橋だけは2021年に撤去されるまで長く残っていた。ここから西へしばらくは国鉄二俣線の北側を並んで走っていたため、現在も天竜浜名湖鉄道の道床脇には細長い空き地が続く。
- 岡地駅跡には石積みのホーム擁壁が残存し[22][20]、附近の民家が使用中である[20]。
- 気賀口駅跡はハローワークの敷地になっており、当駅についての説明板も立てられていた[20]。また、岡地駅跡近くの気賀高校附近から当駅跡附近までの線路跡は2007年（平成19年）8月時点で国道362号に転用されている模様である[20]。
- 正楽寺駅跡附近から小斎藤駅跡手前附近までの線路跡が道路に転用されていて、線路跡の雰囲気が残っている[21]。
- 井伊谷駅の奥山方の、神宮寺川を渡る「神宮寺川橋梁[22]」が道路橋として再利用されており[21]、2007年（平成19年）8月時点では橋桁、ガーダー共に使用中である[22]。
- 四村駅跡は、奥山線の駅跡で唯一駅舎が残存していて、しばらくして民家に転用された[24][22]が、2010年（平成22年）の何年か前に取り壊された[24]。2010年（平成22年）時点では空地になっている[24]。
- 中村駅跡地の奥山方にあった神宮寺川を渡る鉄橋も道路橋として再利用されており[21]、レンガ積みの橋脚がそのまま再利用されていた[21]。橋の附近、川のたもとに「浜松軽便鉄道奥山線」の表題の、現役当時の写真や路線図が記載された案内板が建てられている[22][20]。
- 奥山駅跡は、遠鉄バスの車庫になっている[21]。